# Dent du Géant
Hora se dvěma názvy francouzsky Dent du Géant a italsky Dente del Gigante, (4013 m n. m.) leží v Montblanském masivu v Grajských Alpách na hranicích mezi Itálií (region Valle d'Aosta) a Francií (region Rhône-Alpes).
Na severovýchodě ho spojuje hřeben Rochefort s masívem Grandes Jorasses, na jihozápadě klesají skalnaté svahy do sedla Col du Géant.
Na vrchol je možné vystoupit od chat Refuge du Couvercle (2687 m n. m.) na francouzské straně a Rifugio Torino (3322 a 3375 m n. m., 2 budovy) na straně italské. Vrchol připomíná zub, na který odkazují oba názvy, které po přeložení do češtiny znamenají Zub obra.

## Horolezectví
Prvovýstup na nižší vrchol Dent du Géant uskutečnili horští vůdci B., D., J. Maquignazové v červenci 1882 na objednávku bratrů Sellových, kteří následující den využili vysekaných stupů, instalovaných tyčí a zavěšených lan, aby vylezli na vrchol také. Stejnou cestou zdolali 20. srpna 1882 William Woodman Graham, Auguste Cupelin a horský vůdce Alphonse Payot vzdálenější vyšší vrchol.
Na plošině pod klíčovým místem výstupu, které se dnes nazývá Burgenerova plotna, se odehrála jedna z klíčových událostí v historii horolezectví. Elitní horolezec Albert Frederick Mummery a jeden z nejlepších horských vůdců Alexander Burgener se pokoušeli v létě roku 1880 o prvovýstup na prestižní dosud nedostoupený vrchol. Dostali se jihozápadní stěnou až pod plotny, ale dál to vlastními silami nešlo. Bylo by třeba zatlouct několik skob, ale to Mummery, dnes považovaný za otce sportovního lezení, odmítl a raději se vrátil. Podle tradice měl prohlásit: "Absolutně nedostupné férovými prostředky." To je považováno za horolezecký imperativ dodnes.